# Камино, Бьякино II да
Бьякино II да Камино (итал. Biaquino II da Camino; ок. 1220 — июль 1274) — итальянский государственный и военный деятель, в 1241—1243 годах подеста Тревизо. По другой нумерации — Бьякино III.
Впервые упоминается в 1233 году, когда его двоюродный брат Гечеллоне V был объявлен заказчиком убийства Марино Дандоло, и родовые владения да Камино (в районе Тревизо) подверглись конфискации.
В 1239 году Бьякино II вернулся в Тревизо и в 1241—1243 годах был его подестой. Начиная с 1240 года стал одним из главных предводителей гвельфов и участвовал в войне с гибеллинами, на сторону которых перешёл Толберто II да Камино — брат Гечеллоне V, к тому времени умершего.
После смерти императора Фридриха II (1254) и вождя гибеллинов Эццелино III да Романо (1259) представители семьи да Камино помирились и поделили родовые владения. Бьякино II получил Кадоре (права на который у него были от патриарха Аквилеи Бертольда фон Андекса) и сеньории в графстве Ченеда.
В 1260—1270-х годах деятельность Бьякино II привела к усилению партии гвельфов в Тревизо, что предопределило последующий переход власти в этом городе к его сыну Герардо (от первой жены, Индии да Кампозампьеро).